# Oberdonven
Oberdonven (luxembourgeois: Uewerdonwen) est une section de la commune luxembourgeoise de Flaxweiler située dans le canton de Grevenmacher.